# Dysphania velitaria
Dysphania velitaria är en fjärilsart som beskrevs av Achille Guenée 1858. Dysphania velitaria ingår i släktet Dysphania och familjen mätare. Inga underarter finns listade i Catalogue of Life.